# Dracma griega moderna
La dracma (en griego moderno δραχμή, pl. δραχμές o δραχμαί hasta 1982) fue la moneda oficial de Grecia desde su aprobación el 8 de febrero de 1833 hasta que fue sustituida por el euro el 1 de enero de 2002. Su denominación proviene de la antigua dracma, moneda de plata usada en la antigua Grecia, el imperio romano y otras regiones de la antigüedad clásica. La dracma se dividía en 100 leptá (en griego λεπτά, sing. λεπτό).

## Etimología

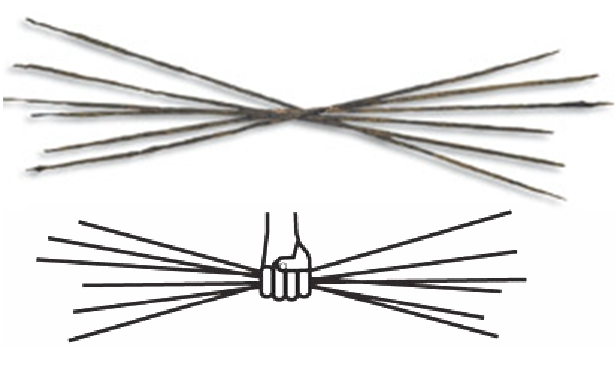
Arriba: Los seis óbolos descubiertos en el Hereo de Argos según se presentan en el Museo Numismático de Atenas.
Abajo: puñado de seis óbolos, que conformaban una dracma.

Tradicionalmente se ha derivado el término «dracma» (en griego antiguo δραχμῆ) del verbo δράττω (dráttō, «empuñar, agarrar»), con el significado, pues, de «puñado». Esta teoría data. al menos, del siglo IV a. C. y se basa en el hecho de que una dracma se divide en seis óbolos. Los primeros óbolos consistían en una barra de metal larga y fina, por lo que un «puñado» de seis de ellos constituirían el peso de una dracma.

## Género
En español el término dracma puede llevar tanto el género femenino como el masculino, siendo el femenino más adecuado a la etimología de la palabra y el recomendado por la ASALE, así como el único aceptado por el Diccionario Vox de Uso del Español de América y de España. El masculino ha sido atraído por otras palabras griegas que acaban en -ma (-μα) (p.ej. dilema, drama), dado que esta es una desinencia de nombre de acción muy común en clásico, que no guarda ninguna relación con la desinencia -ma (originalmente -μῆ) de dracma.

## Historia

### Primera dracma, 1833-1944

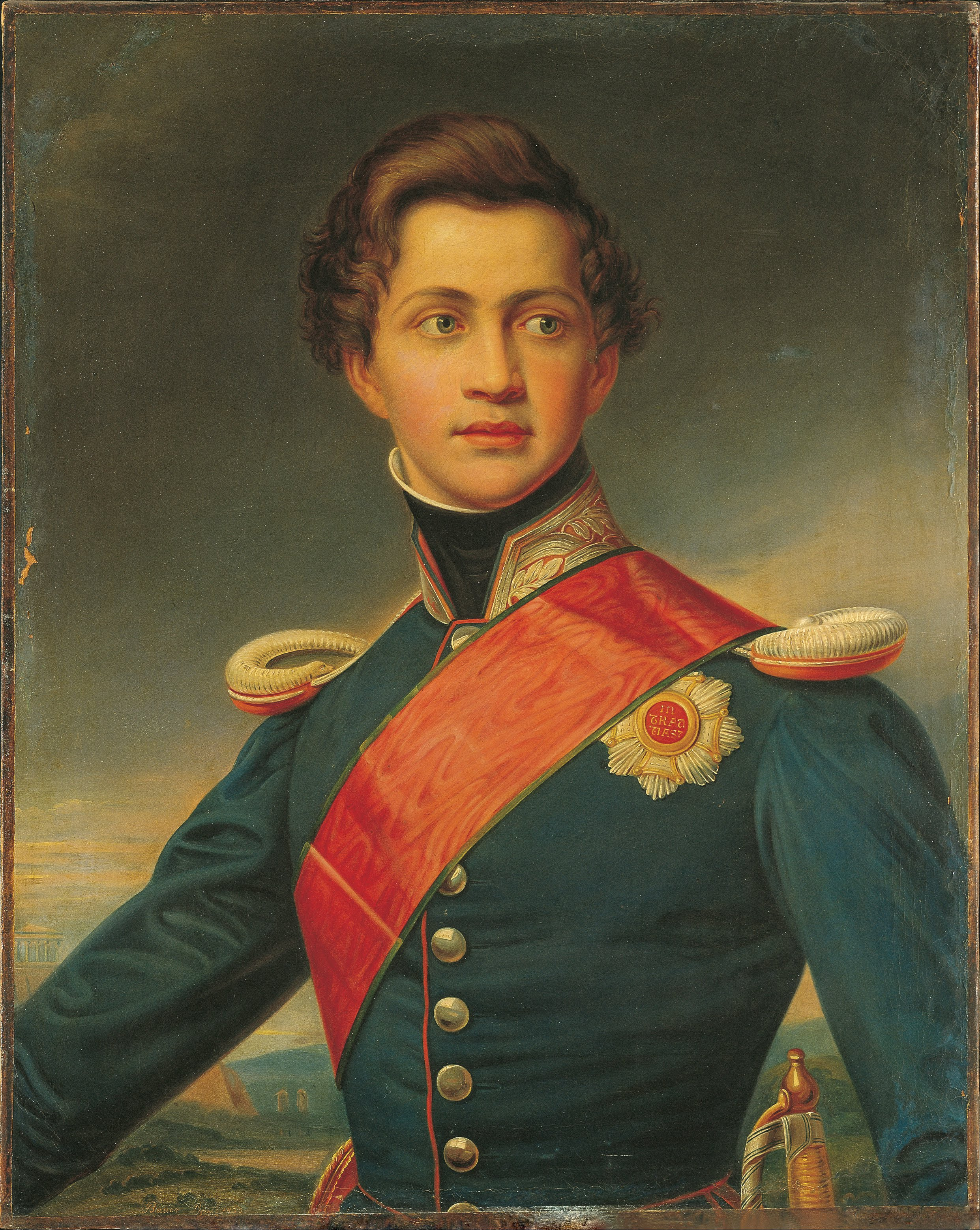
Otón I, primer rey de Grecia; durante su reinado se introdujo la dracma moderna.

La dracma se convirtió en la moneda oficial de Grecia por real decreto de 8 de febrero de 1833, aunque algunas monedas de 1 y 2 leptá llevan 1832 como año de acuñación. Sustituyó en paridad al fénix, moneda que fue introducida por Ioannis Antonios Kapodistrias en 1828, tras la independencia de Grecia. En principio, la dracma se introdujo según el sistema bimetalista imperante en la época por influjo francés, estableciéndose asimismo una relación de 15,5:1 entre la plata y el oro. Por tanto, las primeras dracmas acuñadas tenían un peso de 4,029 g de plata pura por dracma, mientras que en las monedas de oro el peso por dracma era de 0,25994 g de oro puro. Al igual que el fénix, la cantidad de plata quedó establecida en una sexta parte del real de a ocho español, moneda de amplia difusión en todo el mundo en aquella época. Sin embargo, una sexta parte del peso de dicho real equivalía a 4,074 g de plata pura, algo más que los 4,029 g (y bastante más que los 3,747 del fénix). Este hecho se debe a que, al ser el real de a ocho fácilmente refundible y adulterable, de haber sido el peso totalmente equivalente la dracma habría desaparecido de la circulación en favor del real.
El 1 de enero de 1869, Grecia se adhirió a la Unión Monetaria Latina, algo que se había acordado ya en 1867, y la dracma fijó su valor respecto al franco oro. El principal motivo fue que España abandonó a mediados de la década de 1860 el sistema basado en el real de a ocho, en el cual se basaba a su vez la dracma, por lo que se hubo de buscar un nuevo sistema que diera estabilidad y credibilidad al sistema monetario griego. En 1910 Grecia adoptó definitivamente un sistema monometálico basado en el oro, lo que otorgó a la dracma una estabilidad sin precedentes, que solo duró hasta 1914, con el inicio de la Primera Guerra Mundial, al suspenderse de facto o de iure la convertibilidad en oro a lo largo de toda Europa. En 1928 se volvió a ligar de iure la dracma a un patrón basado en el oro, pero esta vez ya no en el metal acumulado en Grecia, sino en la convertibilidad de los billetes griegos en libras esterlinas, que sí estaban respaldadas por reservas de oro. La crisis económica de 1929 hizo que la convertibilidad se cancelara en 1932, aunque se restableció en 1936.
La ocupación italiana y alemana durante la Segunda Guerra Mundial produjo una enorme crisis, al expropiarse la mayor parte de la producción y limitarse la importación exclusivamente a las necesidades de las tropas. La dracma, aunque conservó el curso legal, dejó de cumplir sus funciones como moneda, puesto que la creciente inflación hizo que se prefiriera comerciar con otras monedas (especialmente libras de oro) y que nadie quisiera aceptar dracmas, lo que aceleró el proceso de  hiperinflación que tuvo lugar al final del periodo.

#### Monedas
Otón I
La primera serie, acuñada nominalmente entre 1832 y 1833 en Múnich y Atenas, consistía en monedas de cobre de 1, 2, 5 y 10 leptá, de plata de ¼, ½, 1 y 5 dracmas y de oro de 20 dracmas. La moneda de 1 dracma pesaba 4,477 g y contenía un 90% de plata. Las monedas de cobre mostraban en el anverso una simplificación del escudo real de Grecia (solo blasón y corona) y la leyenda βασιλειον της ελλαδος («reino de Grecia»), mientras que en el reverso aparecía el valor rodeado de diversas ramas o espigas. En las monedas de plata y oro figuraba en el anverso el busto de Otón I y la inscripción οθων βασιλευς της ελλαδος («Otón, rey de Grecia») y en el anverso el mismo tipo de escudo, rodeado de ramas de laurel.
A partir de 1847 se renovó la serie, apareciendo el escudo más estilizado y de menor tamaño en las monedas de cobre, y actualizándose en las demás monedas el busto de Otón I, que ya había cumplido 32 años. En 1852 se acuñó una moneda de oro de 40 dracmas, con 11,553 gramos de peso.
Jorge I
La primera serie se acuñó entre 1867 y 1869 en Estrasburgo y París, a fin de que Francia controlara el tamaño, la composición y la regularidad de las monedas. Consistía en monedas de 1, 2, 5 y 10 leptá de cobre y 50 leptá, 1 y 2 dracmas de plata. Todos los anversos llevan el busto de Jorge I y la inscripción γεωργιος α! βασιλευς των ελληνων («Jorge I, rey de los helenos»). Las de cobre llevan en el reverso el valor entre ramas, y destaca en la de 5 leptá la inscripción οβολος («óbolo») y en la de 10 διωβολον («dióbolo»), cuando un óbolo antiguo se correspondía con la sexta parte de un dracma y habría equivalido por tanto a algo más de 16 leptá. La moneda de 50 leptá llevaba una corona sobre el valor, y las de 1 y 2 dracmas el escudo real de Grecia y la inscripción βασιλειον της ελλαδος («reino de Grecia»).
A partir de 1873 se actualizó el busto de Jorge I en las monedas. En 1874 se introdujo una moneda de 5 dracmas de plata, a la que siguió en 1876 una del mismo valor pero de oro. En 1876 se acuñaron monedas de oro de 10, 20, 50 y 100 dracmas, con el escudo real en el reverso. En 1884 se introdujo una moneda de plata de 20 leptá, con una corona en el reverso y otra de 20 dracmas de oro, igual a la de 1876 pero con el busto actualizado. En 1879 fue el último año en que se acuñaron monedas de 1 y 2 leptá.
Entre 1893 y 1895 se introdujeron piezas de 5, 10 y 20 leptá de cuproníquel para sustituir a las antiguas de cobre y plata. Mostraban una corona en el anverso y el valor en el reverso, y se retiró la denominación en óbolos. Entre 1910 y 1912 se introdujeron nuevas monedas de 1 y 2 dracmas de plata. En el anverso muestran el nuevo busto de Jorge I, mientras que en el anverso llevan una representación de Tetis sobre un caballito de mar llevando las armas a Aquiles y bajo ellas la inscripción δραχμη («dracma») y διδραχμον («didracma»), respectivamente. En 1912 se introdujo una nueva serie de monedas de 5, 10 y 20 leptá de cuproníquel, con orificio central. En el anverso, los 5 y 10 leptá llevan una corona y la inscripción βασιλειον της ελλαδος y en el reverso el valor junto a una lechuza que se apoya sobre un ánfora, mientras que los 20 leptá llevan en el anverso el escudo de Grecia con la misma inscripción "reino de Grecia" y en el reverso el valor junto a la estatua de Atenea.
Constantino I

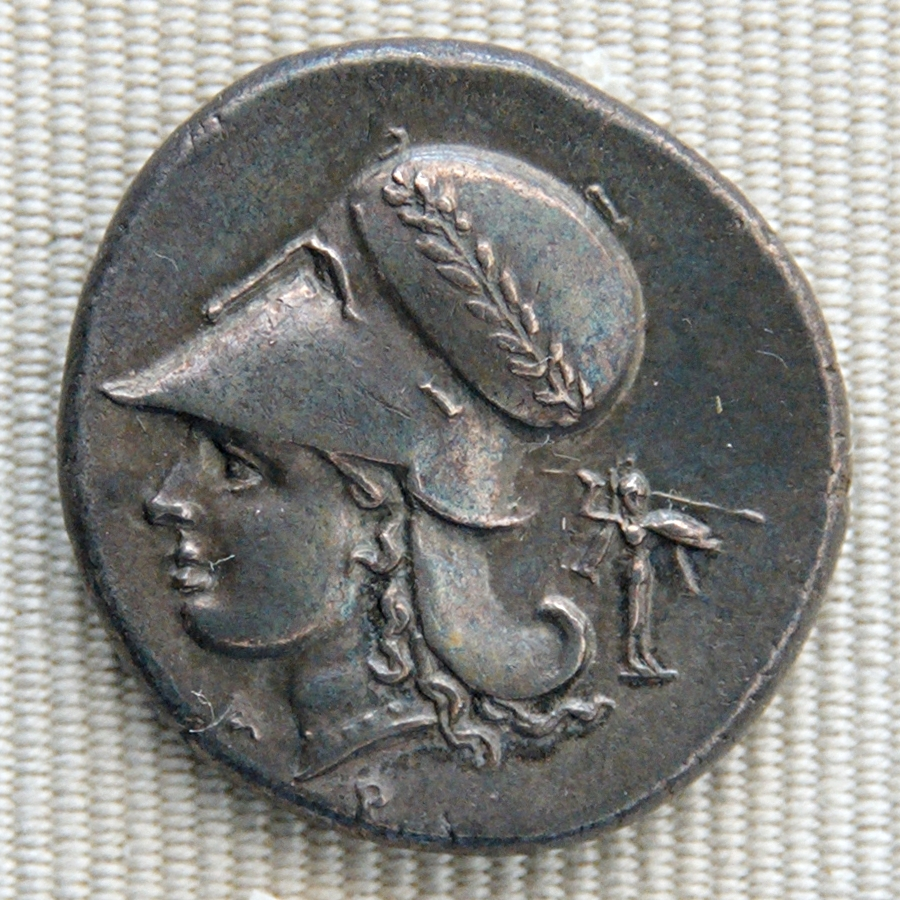
Atenea y sus símbolos (lechuza y rama de olivo) han sido motivos frecuentes de las monedas griegas desde la antigüedad. Este busto de Atenea proviene de una tridracma corintia del 308-306 a. C.

Durante el reinado de Constantino I apenas se acuñaron monedas. La única que entró en circulación fue una pieza de 10 leptá de aluminio acuñada en 1922 en París, muy similar a las de Jorge I pero sin orificio central y con una rama de olivo en lugar de la lechuza y el ánfora. Ese mismo año se acuñaron en el Reino Unido monedas de 50 leptá de cuproníquel, con orificio central y un diseño muy similar a la pieza de 10 leptá, pero no llegaron a circular. En su lugar, su metal se reutilizó para producir las monedas de 2 dracmas de 1926.
Segunda República y Jorge II
En 1924 se proclamó la Segunda República Helénica, y en 1926 se acuñó una serie de 20, 50 leptá, 1 y 2 dracmas de cuproníquel, que en el anverso mostraban el busto de Atenea y en el reverso el valor y la inscripción ελληνικη δημοκρατια («república helénica»). En 1930 se realizó una nueva emisión de 50 leptá y 1 dracma, que muestran la fecha 1926 β, a la vez que se acuñaban monedas de 5 dracmas de níquel y de 10 y 20 dracmas de vellón (50% de plata, 40% de cobre, 5% de níquel y 5% de zinc). La moneda de 5 dracmas muestra en el anverso el fénix que aparecía en los fénix de Kapodistrias y el valor en el reverso. La de 10 dracmas replica el busto de Deméter de una estátera délfica (336-334 a. C.) y en el reverso una espiga, réplica de una estátera de Metaponto (siglo IV a. C.); la de 20 dracmas es una réplica de un tetradracma de Antígono III de Macedonia (227-221 a. C.), con Posidón en el anverso y un trirreme en el reverso. Esta fue la última serie completa en emitirse hasta 1954, una vez pasadas la Segunda Guerra Mundial (1939-1945) y la guerra civil griega (1941-1950). No obstante, en 1935, antes de comenzar la contienda, el rey Jorge II acuñó una moneda de 20 dracmas de oro y dos distintas de 100 dracmas, de oro y plata de ley.

#### Billetes
Los primeros billetes de dracmas los emitió el Banco Nacional de Grecia desde 1841 hasta 1928, año en que se creó el Banco de Grecia. Las primeras denominaciones iban de los 10 a los 500 dracmas. Se emitieron denominaciones más pequeñas de 1, 2, 3 y 5 dracmas desde 1885. Para los billetes de 5 dracmas se cortaban los de 10 por la mitad. Entre 1917 y 1920, el gobierno griego emitió papel moneda en denominaciones de 10 y 50 leptá, y 1, 2 y 5 dracmas. En 1901 el Banco Nacional de Grecia emitió billetes de 1 000 dracmas.[cita requerida] Estos billetes siguieron poniéndose en circulación hasta 1933, aunque desde 1928 aparecían con una sobreimpresión en rojo con el lema Τράπεζα της Ελλάδος («Banco de Grecia»).
El 3 de mayo de 1933, el Banco de Grecia puso en circulación los primeros billetes propios, con valor de 5 000 dracmas, e impresos en los Estados Unidos por la American Bank Company. En 1935 se imprimieron en Francia billetes de 50, 100 y 1 000 dracmas, con pocas decoraciones y colores vivos. Ese mismo año se procedió a retirar todos los billetes anteriores. En 1939 se encargó una nueva serie de billetes de 50, 100, 500 y 1 000 dracmas a Francia y el Reino Unido. Estos, diseñados por la «Fundación Emisora de Papel Moneda y Valores», vuelven a las temáticas y decoraciones anteriores a 1935. En 1941 se emitió el último billete de 50 dracmas hasta 1955.
Durante la ocupación alemana de Grecia (1941-1944), la hiperinflación obligó a emitir billetes tanto en Grecia como en el extranjero, con denominaciones cada vez más altas. En 1941 se emitieron nuevos billetes de 100, 500, 1 000 y 5 000, a los que siguieron los de 10 000 y 20 000 dracmas. El valor más alto se emitió días después de que los alemanes abandonaran Atenas, el 5 de noviembre de 1944, y tenía un valor nominal de cien mil millones (100 000 000 000) de dracmas.

### Segunda dracma, 1944-1954

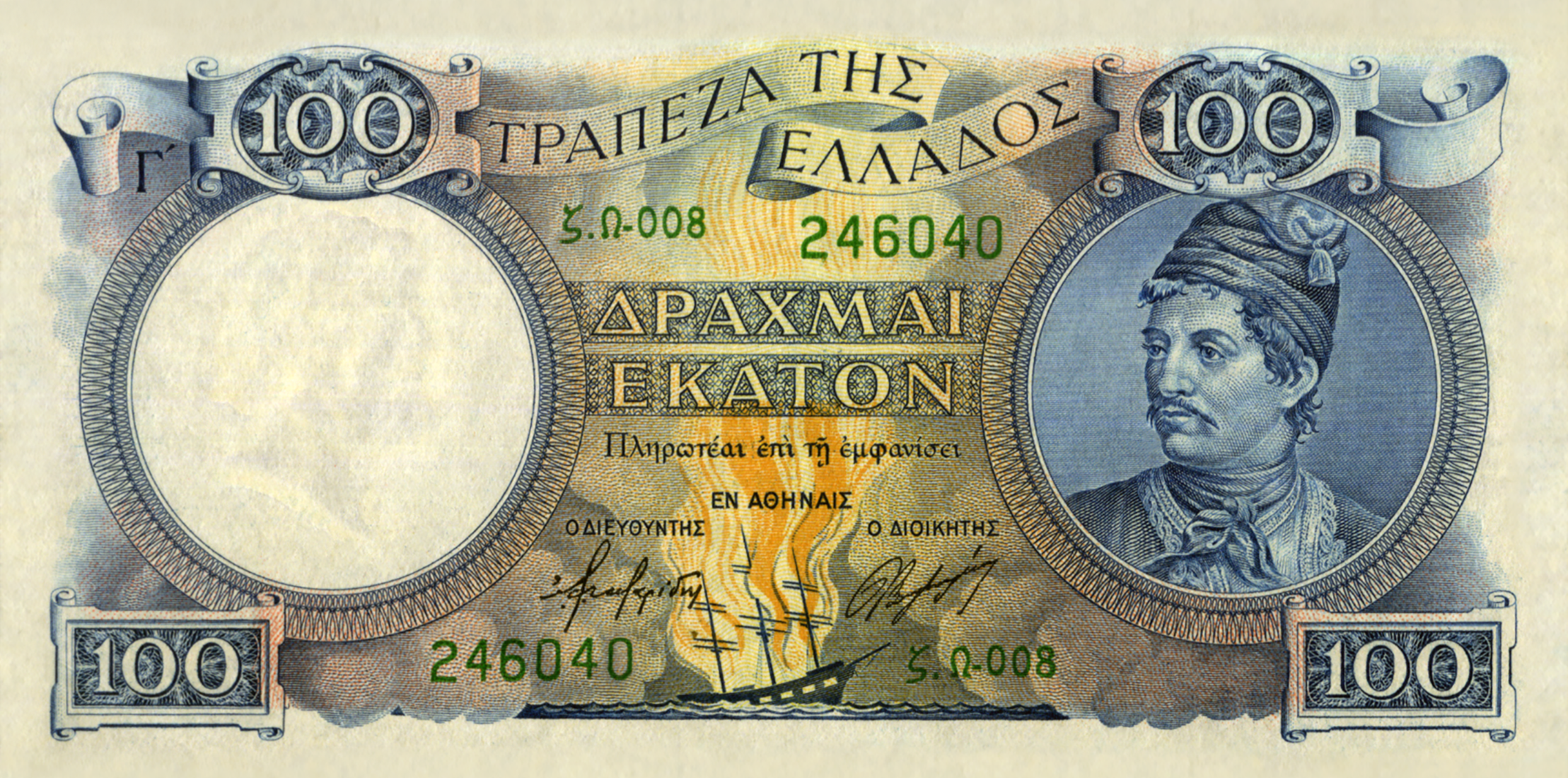
El revolucionario griego Konstantinos Kanaris aparecía en los billetes de 100 dracmas de 1944.

El 11 de noviembre de 1944, tras la liberación de Grecia, la antigua dracma, que se había devaluado extraordinariamente durante la Segunda Guerra Mundial, se revaluó a una tasa de 50 000 millones de dracmas por cada nueva dracma. Sin embargo, la reforma monetaria no tuvo éxito, principalmente porque los préstamos anteriores a la guerra no estaban excluidos del cambio de viejas a nuevas dracmas, por lo que se produjo una considerable redistribución de la riqueza y la aniquilación de la deuda pública interna junto con la mayoría de los ahorros familiares. Por tanto, la población siguió desconfiando de la dracma y el resultado fue, una vez más, el rechazo de la moneda local en favor de las divisas extranjeras y, especialmente, del oro. Además, el fracaso del gobierno en estabilizar los gastos y los impuestos, así como en solucionar los problemas de escasez, dieron lugar a una nueva crisis, favorecida por la guerra civil, que duró hasta 1950. La dracma volvió a devaluarse y varios intentos del gobierno griego (como el mayor control de las importaciones o la limitación del intercambio de oro) fracasaron. La estabilidad solo se alcanzó gracias al aumento de las ayudas extranjeras, especialmente del plan Marshall. Así, a partir de 1952 se redujo drásticamente la inflación y Grecia se vio en condiciones de suscribir los acuerdos de Bretton Woods.

#### Billetes
La situación política y económica de esta época provocó que no se acuñara moneda en absoluto, por lo que solo se emitió papel moneda. El gobierno imprimió billetes de 1, 5 y 10 dracmas,[cita requerida] mientras que el banco de Grecia puso en circulación el mismo 11 de noviembre de 1944 nuevos billetes de 50 y 100 dracmas que mostraban a la Victoria de Samotracia y a Konstantinos Kanaris. En 1947 se emitieron billetes de 1 000 dracmas con Theodoros Kolokotronis, de 5 000 con Tetis portando la armadura de Aquiles, de 10 000 dracmas con Aristóteles y el auriga de Delfos y de 20 000 con el busto de Atenea y Medusa.
En 1950 se emitió el primer billete diseñado, preparado e impreso totalmente por el Banco de Grecia, con valor de 5 000 dracmas y Dionisos Solomós como motivo principal. También en 1950 se emitieron billetes de 5 000 dracmas con el busto de la koré de Tracia y el templo de Poseidón en Sunio.

### Tercera dracma, 1954-2002
En 1953, en un intento de controlar la inflación, Grecia se adhirió a los acuerdos de Bretton Woods. En ese momento un dólar estadounidense se cambiaba por 30 000 dracmas aproximadamente. En 1954 la dracma se revaluó por segunda vez con una tasa de cambio de 1 000 antiguas dracmas por cada nueva dracma. La nueva moneda, además, se fijó al dólar en una tasa fija de 30 GRD = 1 USD. Los acuerdos de Bretton Woods se abolieron en 1973 y la inflación provocó que la tasa de cambio fuera incrementándose gradualmente hasta llegar a las 400 GRD por USD.[cita requerida] El 1 de enero de 2002 fue sustituida oficialmente por el euro, aunque no dejó de ser moneda de curso legal hasta el 1 de marzo de dicho año y se pudo cambiar por euros en el banco de Grecia hasta el 1 de marzo de 2004 en el caso de las monedas y hasta el 1 de marzo de 2012 en el caso de los billetes.

#### Monedas
Primera serie

Escudo real de Grecia. Una versión simplificada del mismo aparecía en prácticamente todos los reversos de Pablo I y Constantino II.

La primera serie de monedas consistía en denominaciones de 5, 10 y 20 leptá de aluminio y con orificio central, acuñadas en Berna, y 50 leptá, 1, 2 y 5 dracmas de cuproníquel, acuñadas en París. En 1959 se acuñó en Berna la moneda de 10 dracmas, también de cuproníquel. Las monedas de 5, 10 y 20 leptá llevaban en el anverso dos ramas de olivo coronadas y la inscripción βασιλειον της ελλαδος («Reino de Grecia») y en el reverso el valor y unas espigas de trigo, unos racimos de uva y unas ramas de olivo, respectivamente. El resto de las monedas llevaban en el anverso el busto de Pablo I hacia la izquierda, con la inscripción παυλος βασιλευς των ελληνων («Pablo, rey de los helenos») alrededor, y en el reverso el escudo de Grecia sobre el valor y rodeado de la inscripción βασιλειον της ελλαδος. En 1960 se introdujo la moneda de 20 dracmas de plata, acuñada en Londres, y cuyo reverso muestra una representación de la diosa Selene. Por último, en 1963 se introdujo una moneda de 30 dracmas, acuñada también en París, para celebrar el primer centenario de la casa de Glücksburg en el trono de Grecia. En el anverso mostraba los bustos de los 5 reyes del país desde 1863, siendo la primera vez que el rey Alejandro I de Grecia aparecía en una moneda. En el reverso aparecía un mapa de Grecia y el valor. Todas estas monedas fueron diseñadas por el grabador griego V. Falireas.
Segunda serie

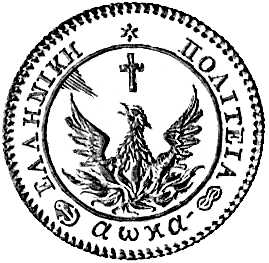
El fénix ha sido un motivo constante en Grecia desde la revolución; el de este sello de la Primera República Helénica es idéntico al que aparecía en los fénix y muy similar al utilizado como símbolo durante la dictadura de los coroneles.

En 1964, Constantino II sucedió a su padre en el trono de Grecia. La primera moneda que se acuñó durante su reinado fue, ese mismo año, una pieza conmemorativa de 30 dracmas de plata, con ocasión de su boda con la princesa Ana María de Dinamarca, siendo esta la primera moneda griega en la que aparece el retrato de una reina. En 1966 se comenzaron a acuñar nuevas monedas en metales viles, que siguieron con las mismas características básicas que las de Pablo I. Las monedas de 5, 10 y 20 leptá se mantuvieron idénticas. En el resto se incluyó el busto de Constantino II en el anverso, con la inscripción κωνϲταντίνοϲ βαϲιλεὺϲ τῶν ελλήνων («Constantino, rey de los helenos») en caracteres bizantinos, mientras que en el reverso se conservó el escudo de Grecia, algo estilizado, con el valor y la inscripción βαϲίλειον τῆϲ ελλάδοϲ («Reino de Grecia»). En 1970 se acuñan monedas de plata de 50 y 100 dracmas y de oro de 20 y 100 dracmas, con el mismo reverso que las anteriores, pero que incluyen por primera vez el símbolo del golpe de Estado del 21 de abril de 1967 en el anverso. Este consiste en un fénix resurgiendo de sus cenizas, similar al de las monedas de fénix griego, con un soldado que porta una bayoneta ante él.
Tercera serie
En 1971 se modificaron todos los reversos, sustituyendo el escudo de Grecia por el símbolo del golpe de Estado del 21 de abril, pero manteniendo el busto de Constantino II en el anverso, ya que siguió siendo nominalmente rey de Grecia hasta que se abolió la dictadura. En 1973 se introdujo por primera vez la moneda de 20 dracmas en cuproníquel, con la misma representación de Selene en el anverso que la moneda de plata de Pablo I. También en 1973 dejaron de tener curso legal las monedas de 5 leptá y  se sustituyeron las de 10 y 20 leptá por piezas de aluminio, sin orificio central. Ambas tenían el símbolo de 21 de abril en el anverso y un tridente con dos delfines y unas ramas de olivo en el reverso, respectivamente.
Cuarta serie
A finales de 1973 el régimen de los coroneles se colapsó, Constantino II abandonó el país y se proclamó provisionalmente la Tercera República Helénica. Las nuevas monedas, acuñadas ese mismo año, llevan todas en el anverso el símbolo del ave fénix, pero sin el soldado con la bayoneta y con la inscripción ελληνικη δημοκρατια («república helénica»). Las de 10 y 20 leptá, de aluminio, llevan el mismo motivo que las anteriores (tridente con delfines y ramas de olivo, respectivamente); la de 50 leptá, de latón, muestra una palmeta; las de 1 y 2 dracmas, también de latón, muestran una lechuza, símbolo de Atenea y de sabiduría; las de 5 y 10 dracmas, de cuproníquel, muestran un pegaso; en la de 20 dracmas, también de cuproníquel, aparece el busto de Atenea. Todas estas monedas se acuñaron en Atenas y fueron diseñadas por V. Falireas, I. Stinis, N. Perantinós, E. Kelaidís y L. Orfanós.
Quinta serie
Aunque en 1974 se proclamó oficialmente la República y se inició la transición, no fue hasta 1976 que se acuñó la nueva serie de monedas. La primera serie consistía en 10 y 20 leptá de aluminio, 50 leptá, 1 y 2 dracmas de latón y 5, 10 y 20 dracmas de cuproníquel. Las de 10 y 20 leptá mostraban el escudo de Grecia y el lema ελληνικη δημοκρατια en el anverso y un toro enfurecido y una cabeza de caballo, respectivamente, en el anverso. En la de 50 leptá aparecía Markos Botsaris en el anverso y el valor y leyenda en el reverso; en la de 1 dracma, Konstantinos Kanaris en el anverso y una corbeta en el reverso; en la de 2 dracmas, Georgios Karaiskakis y unas carabinas cruzadas; en la de 5 dracmas, Aristóteles y el valor; en la de 10 dracmas, Demócrito en el anverso y la representación de un átomo en el reverso; y en la de 20 dracmas, Pericles y un ejemplo de templo clásico. En 1978 se dejaron de acuñar las de 10 y 20 leptá, y en 1986 la de 50 leptá, que, no obstante, siguió siendo de curso legal hasta 2002. En 1980 se introdujo una moneda de 50 dracmas, en cuproníquel y de 31 mm de diámetro, que mostraba a Solón, y que se retiró en 1984 porque su excesivo tamaño la hacía poco práctica.

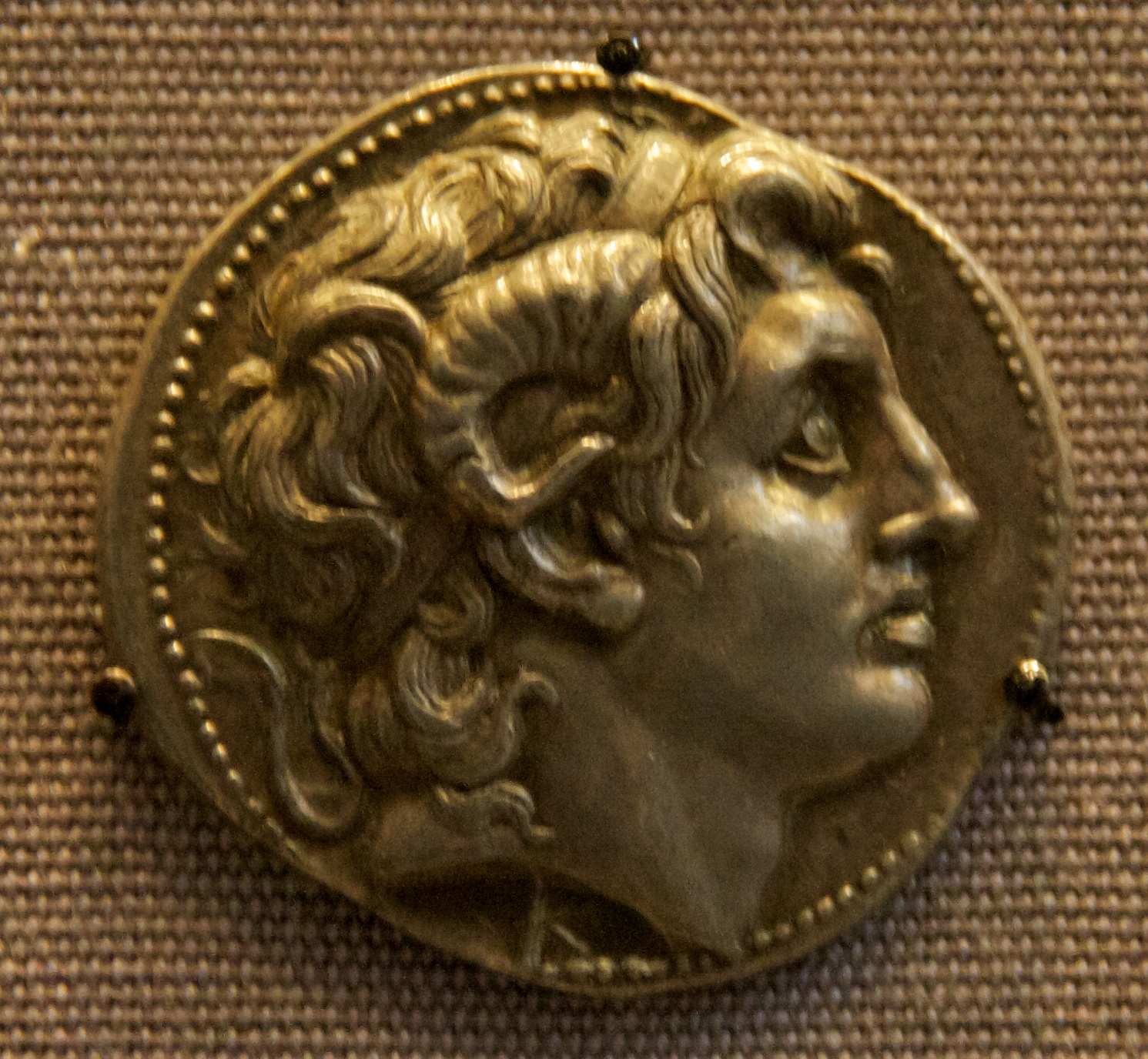
Tetradracma de Lisímaco (305-281 a. C.) en que se basa el anverso de la moneda de 100 dracmas.

A partir de la serie de 1982 se cambia la denominación de plural, que había estado en kazarévusa (δραχμαί) desde la introducción de la moneda, a griego demótico (δραχμές), variedad del griego moderno que se había proclamado lengua oficial de Grecia ya en 1976. En 1986 se introdujo una nueva moneda de 50 dracmas, de bronce de aluminio, para sustituir a la anterior. En el anverso muestra el busto de Homero y en el reverso una nave arcaica de la época homérica. Esta pieza ganó en 1988 el primer premio de un concurso internacional celebrado en Estados Unidos. En 1988 se introdujeron monedas de 1 y 2 dracmas de cobre, de un tamaño menor que las anteriores, y que mostraban en el anverso a Laskarina Bouboulina y a Manto Mavrogenous. Respectivamente, ambas heroínas de la revolución griega. En 1990 la moneda de 20 dracmas de Pericles se sustituyó por una de menor diámetro y de bronce de aluminio, que mostraba a Dionisos Solomós, el llamado poeta nacional. Ese mismo año se introdujo por primera vez una moneda de 100 dracmas no conmemorativa, de la misma composición, con Alejandro Magno divinizado en el anverso y el sol de Vergina en el reverso. Se define así la última serie de monedas de curso legal no conmemorativas, que duraría hasta 2000, último año de acuñación.
Entre 1994 y 2000 se emitieron varias series conmemorativas de monedas de curso normal. La primera, de 1994, conmemoraba los 150 de vida parlamentaria y consistió en dos monedas de 50 dracmas, con Dimitrios Kallergis y Ioannis Makrigiannis en el anverso y el parlamento de Grecia en el reverso. En 1997 se emitió una moneda conmemorativa de 100 dracmas con motivo del 6.º Campeonato Internacional de Atletismo. En 1998 se emitieron dos monedas de 50 dracmas en celebración del año de Rigas Feraios y de Dionisos Solomós, y también una 100 dracmas con motivo del 13.er Campeonato Internacional de Baloncesto. En 1999 se emitieron dos monedas de 100 dracmas con ocasión del 45.º Campeonato Internacional de Lucha Grecorromana y del 70.º Campeonato Internacional de Levantamiento de Peso masculino y 13.º femenino. El año 2000 se emitió una serie de seis monedas de 500 dracmas con ocasión de los Juegos Olímpicos de Atenas 2004, de cuproníquel, con los siguientes temas: la entrada del estado de Olimpia, el vencedor Diágoras, Dimitrios Vikélas y Pierre de Coubertin, el vencedor Spyros Louis, el prendimiento de la llama olímpica y la medalla de oro de los Juegos Olímpicos de Atenas 1896.
| Imagen | Denominación | Emisión   | Metal                  | Canto                | Diámetro (mm) | Peso (g) | Anverso                                               | Reverso                                                                             |
| ------ | ------------ | --------- | ---------------------- | -------------------- | ------------- | -------- | ----------------------------------------------------- | ----------------------------------------------------------------------------------- |
|        | 50 leptá     | 1976-1986 | Cu(79%) Zn(20%) Ni(1%) | Estriado             | 18,00         | 2,50     | Markos Botsaris - ΜΑΡΚΟΣ ΜΠΟΤΣΑΡΗΣ                    | 50 ΛΕΠΤΑ - ΕΛΛΗΝΙΚΗ ΔΗΜΟΚΡΑΤΙΑ - año de acuñación                                   |
|        | 1 dracma     | 1988-2000 | Cu(99%) P(1%)          | Liso                 | 18,00         | 2,75     | Laskarina Bouboulina - Λ. Μπουμπουλίνα                | 1 ΔΡΑΧΜΗ - Corbeta - ΕΛΛΗΝΙΚΗ ΔΗΜΟΚΡΑΤΙΑ - año de acuñación                         |
|        | 2 dracmas    | 1988-2000 | Cu(99%) P(1%)          | Liso                 | 21,00         | 3,75     | Manto Mavrogenous - Μαντώ Μαυρογένους                 | 2 ΔΡΑΧΜΕΣ - Cañón, ancla y timón - ΕΛΛΗΝΙΚΗ ΔΗΜΟΚΡΑΤΙΑ - año de acuñación           |
|        | 5 dracmas    | 1976-2000 | Cu(75%) Ni(25%)        | Liso                 | 22,50         | 5,50     | Aristóteles - ΑΡΙΣΤΟΤΕΛΗΣ                             | 5 ΔΡΑΧΜΕΣ - ΕΛΛΗΝΙΚΗ ΔΗΜΟΚΡΑΤΙΑ - año de acuñación                                  |
|        | 10 dracmas   | 1976-2000 | Cu(75%) Ni(25%)        | Liso                 | 26,00         | 7,50     | Demócrito - ΔΗΜΟΚΡΙΤΟΣ                                | 10 ΔΡΑΧΜΕΣ - Átomo, electrones y neutrones - ΕΛΛΗΝΙΚΗ ΔΗΜΟΚΡΑΤΙΑ - año de acuñación |
|        | 20 dracmas   | 1990-2000 | Cu(92%) Al(6%) Ni(2%)  | Estriado             | 24,50         | 7,00     | Dionisos Solomós - Δ. ΣΟΛΩΜΟΣ                         | 20 ΔΡΧ - Rama de olivo - ΕΛΛΗΝΙΚΗ ΔΗΜΟΚΡΑΤΙΑ - año de acuñación                     |
|        | 50 dracmas   | 1986-2000 | Cu(92%) Al(6%) Ni(2%)  | Estriado             | 27,50         | 9,00     | Homero - ΟΜΗΡΟΣ                                       | 50 ΔΡΑΧΜΕΣ - Nave arcaica - ΕΛΛΗΝΙΚΗ ΔΗΜΟΚΡΑΤΙΑ - año de acuñación                  |
|        | 100 dracmas  | 1990-2000 | Cu(92%) Al(6%) Ni(2%)  | Estriado discontinuo | 29,50         | 10,00    | Alejandro Magno - ΜΕΓΑΣ ΑΛΕΞΑΝΔΡΟΣ ΒΑΣΙΛΕΥΣ ΜΑΚΕΔΟΝΩΝ | 100 ΔΡΑΧΜΕΣ - Sol de Vergina - ΕΛΛΗΝΙΚΗ ΔΗΜΟΚΡΑΤΙΑ - año de acuñación               |

#### Billetes
Primera serie

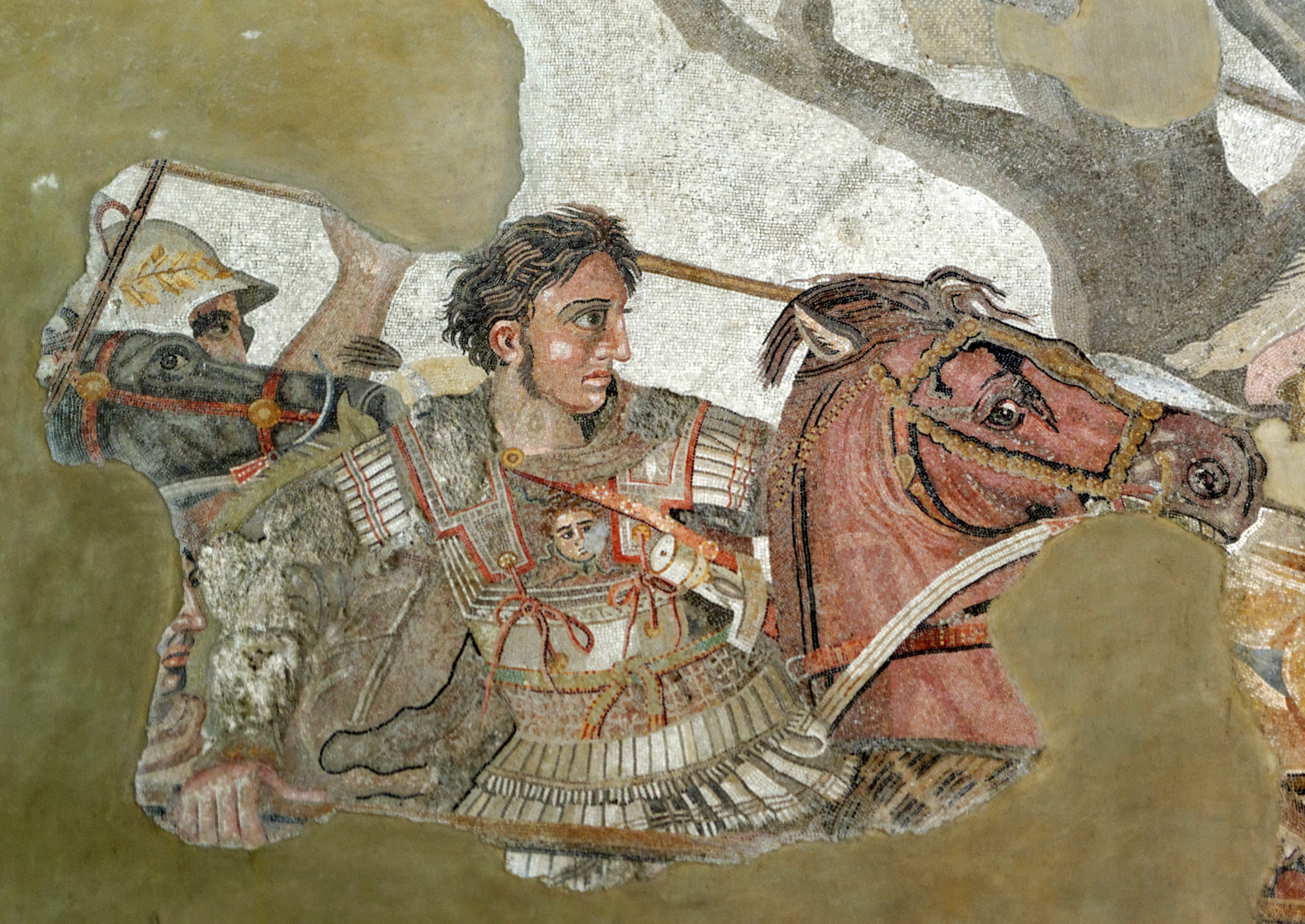
Alejandro Magno en la batalla de Issos era uno de los motivos del billete de 1 000 dracmas de 1956.

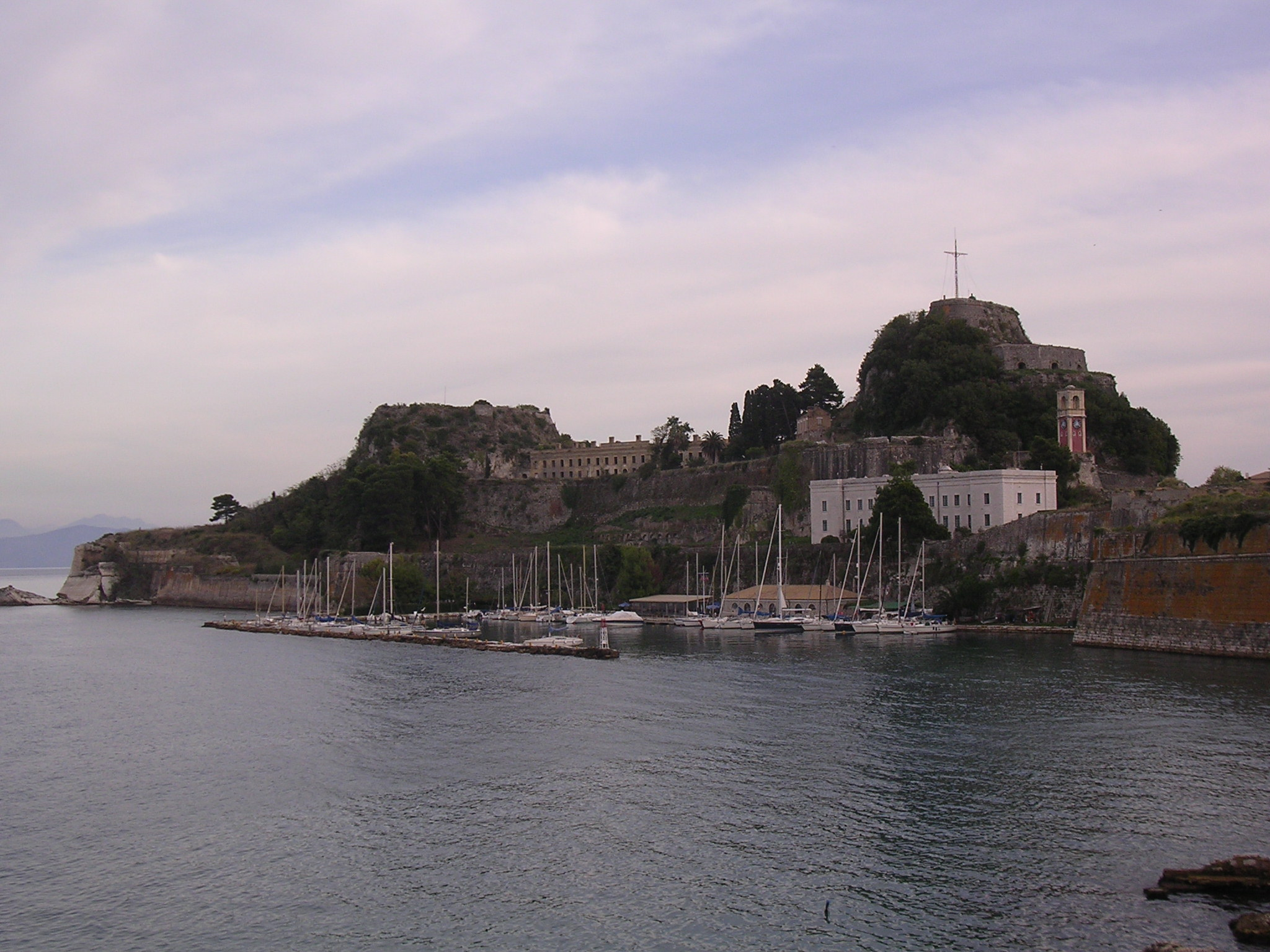
La fortaleza antigua de Corfú aparecía en el reverso de los billetes de 500 dracmas de 1983.

En 1954 siguieron circulando los billetes de 10 000, 20 000 y 50 000 dracmas de la segunda dracma como 10, 20 y 50 dracmas (es decir, eliminándoles tres ceros). En 1955 se introdujeron billetes de 10 dracmas con el busto de Jorge I y el templo de los Santos Apóstoles de Tesalónica, 20 dracmas con Demócrito y El Banquete de Platón, 50 dracmas con Pericles en el Pnyx y 500 dracmas con Sócrates y San Pablo en el Areópago. Por último, en 1956 se emitió un billete de 1 000 dracmas con Alejandro Magno y la batalla de Issos.
Segunda serie
En 1964 se imprimió un billete de 50 dracmas con el busto de Aretusa, y en 1966 se introdujo uno de 100 dracmas con Demócrito y el edificio de la Academia de Atenas. En 1968 se emitió el de 500 dracmas con la diosa Démeter y Perséfone. En 1970 se imprimió un nuevo billete de 1 000 dracmas con Zeus y una joven de Hidra (isla).
Tercera serie
A partir de 1978 se reformó la serie completa de billetes. Ese mismo año se emitieron el de 50 dracmas con Posidón, los argonautas y Laskarina Bouboulina ante el castillo de Nauplia, así como el de 100 dracmas con el busto de Atenea Promacos, la Universidad de Atenas, Adamantios Koraís y el monasterio de Arkadi. En 1983 les siguió el billete de 500 dracmas con Ioannis Kapodistrias, el departamento de Traducción e Interpretación de la Universidad Jónica y la fortaleza antigua de Corfú. En 1984 se imprimió el primer billete de 5 000 dracmas desde la década de 1950, con Theodoros Kolokotronis y el templo de los Santos Apóstoles de Kalamata, al que le siguió en 1987 el nuevo billete de 1 000 dracmas, con el busto de Apolo y el discóbolo de Mirón y el templo de Hera en Olimpia. El último billete de 10 000 dracmas se introdujo en 1995, con Georgios Papanicolau y una estatua de Asclepio. Por último, en 1996 se introdujo el billete de 200 dracmas, con Rigas Feraios y La escuela secreta, de Nikolaos Gyzis.
| Denominación   | Color predominante | Dimensiones | Anverso                                                                      | Reverso                                                                                      |
| -------------- | ------------------ | ----------- | ---------------------------------------------------------------------------- | -------------------------------------------------------------------------------------------- |
| 100 dracmas    | Rojo               | 158 x 67 mm | 100 - ΕΚΑΤΟΝ ΔΡΑΧΜΑΙ - Diosa Atenea - ΤΡΑΠΕΖΑ ΤΗΣ ΕΛΛΑΔΟΣ                    | 100 - ΕΚΑΤΟΝ ΔΡΑΧΜΑΙ - Adamantios Koraís - ΤΡΑΠΕΖΑ ΤΗΣ ΕΛΛΑΔΟΣ                               |
| 200 dracmas    | Naranja            | 129 x 65 mm | 200 - ΔΙΑΚΟΣΙΕΣ ΔΡΑΧΜΕΣ - Rigas Feraios - ΤΡΑΠΕΖΑ ΤΗΣ ΕΛΛΑΔΟΣ                | 200 - ΔΙΑΚΟΣΙΕΣ ΔΡΑΧΜΕΣ - La escuela secreta, de Nikolaos Gyzis - ΤΡΑΠΕΖΑ ΤΗΣ ΕΛΛΑΔΟΣ        |
| 500 dracmas    | Verde              | 158 x 72 mm | 500 - ΠΕΝΤΑΚΟΣΙΕΣ ΔΡΑΧΜΕΣ - Ioannis Kapodistrias - ΤΡΑΠΕΖΑ ΤΗΣ ΕΛΛΑΔΟΣ       | 500 - ΠΕΝΤΑΚΟΣΙΕΣ ΔΡΑΧΜΕΣ - Ciudadela de Corfú - ΤΡΑΠΕΖΑ ΤΗΣ ΕΛΛΑΔΟΣ                         |
| 1 000 dracmas  | Marrón             | 158 x 77 mm | 1000 - ΧΙΛΙΕΣ ΔΡΑΧΜΕΣ - Dios Apolo - ΤΡΑΠΕΖΑ ΤΗΣ ΕΛΛΑΔΟΣ                     | 1000 - ΧΙΛΙΕΣ ΔΡΑΧΜΕΣ - Templo de Hera en Olimpia - Discóbolo de Mirón - ΤΡΑΠΕΖΑ ΤΗΣ ΕΛΛΑΔΟΣ |
| 5 000 dracmas  | Azul               | 147 x 74 mm | 5000 - ΠΕΝΤΕ ΧΙΛΙΑΔΕΣ ΔΡΑΧΜΕΣ - Theodoros Kolokotronis - ΤΡΑΠΕΖΑ ΤΗΣ ΕΛΛΑΔΟΣ | 5000 - ΠΕΝΤΕ ΧΙΛΙΑΔΕΣ ΔΡΑΧΜΕΣ - Santos Apóstoles de Kalamata - ΤΡΑΠΕΖΑ ΤΗΣ ΕΛΛΑΔΟΣ           |
| 10 000 dracmas | Violeta            | 153 x 77 mm | 10000 - ΔΕΚΑ ΧΙΛΙΑΔΕΣ ΔΡΑΧΜΕΣ - Georgios Papanicolaou - ΤΡΑΠΕΖΑ ΤΗΣ ΕΛΛΑΔΟΣ  | 10000 - ΔΕΚΑ ΧΙΛΙΑΔΕΣ ΔΡΑΧΜΕΣ - Dios Asclepio - ΤΡΑΠΕΖΑ ΤΗΣ ΕΛΛΑΔΟΣ                          |

## Subdivisiones y múltiplos

### Subdivisiones
- Leptó (λεπτό): literalmente «delgado» o «fino», este término se ha utilizado desde la antigüedad para referirse a fracciones de diverso valor de las divisas empleadas en el mundo helenístico. Ya con el fénix se estableció al leptó como la centésima parte de la unidad monetaria, valor que siguió teniendo con la dracma.[3] En 1986 se acuñó por última vez la moneda de 50 leptá dada la continua devaluación de la dracma; no obstante, esta moneda siguió siendo de curso legal (aunque en práctico desuso) hasta 2002.[35]
- Pentara u óbolo (πεντάρα; όβολο): con estos términos solía denominarse a la pieza de 5 leptá y a múltiplos de la misma. Pentara deriva de πέντε (pente, «cinco»).[36] Óbolo es el nombre de una antigua moneda, fracción a su vez de la antigua dracma, aunque en la antigüedad tenía el valor de una sexta parte de la dracma (lo que habría correspondido a unos 16 céntimos, y no a 5).[37]
- Dekara o dióbolo (δεκάρα; διώβολο): con estos términos solía denominarse a la pieza de 10 leptá y a múltiplos de la misma. Como en el caso anterior, dekara deriva de δέκα (deka, «diez»),[38] mientras que dióbolo consiste en dos óbolos.[39]

### Múltiplos
- Dídracmo o dífrango (δίδραχμο; δίφραγκο): ambos términos se refieren a un valor de dos dracmas, siendo el primero más culto y refiriéndose exclusivamente a la dracma,[40] mientras que el segundo es más popular y se podía aplicar a otras divisas, ya que en origen deriva de franco, moneda bastante extendida en Grecia durante la Edad Media.[41]
- Tálero (τάλιρο; τάληρο): se aplicaba a la pieza de cinco dracmas y a sus múltiplos.[42] Esto se debe a que cinco fénix constituían una «égida» o «tálero de plata».[43]
- Dekáriko: derivado de δέκα (deka, «diez»), equivalía a la pieza de 10 dracmas.[44] Siguiendo el mismo principio de formación de palabras, la pieza de 20 dracmas era un eikosáriko,[45] la de 50 un penintáriko,[46] etc.
- Mastija o mastikha (μαστίχα): consistía en 3 táleros, es decir, 15 dracmas.[42]